# Bisdom San Carlos
Het bisdom San Carlos (Latijn: Dioecesis Sancti Caroli Borromeo) is een rooms-katholiek bisdom met als zetel San Carlos, op de Filipijnen. Het bisdom is suffragaan aan het aartsbisdom Jaro. 

## Geschiedenis
Het bisdom werd opgericht op 30 maart 1987, uit delen van de bisdommen Bacolod en Dumaguete.

## Parochies
Het bisdom had in 2022 een oppervlakte van 3.041 km2 en telde 1.146.519 inwoners waarvan 85,5% rooms-katholiek was.

## Bisschoppen
- Nicolas Mollenedo Mondejar (21 november 1987 - 25 juli 2001)
  - Salvador Trane Modesto (hulpbisschop: 30 maart 1987 - 25 juli 2005)
- Jose Lazaro Fuerte Advincula jr. (25 juli 2001 - 9 november 2011)
- Gerardo Alimane Alminaza (14 september 2013 - heden)

## Galerij van afbeeldingen

Wapen van het bisdom

Jaro (aartsbisdom) · Bacolod · Kabankalan · San Carlos · San Jose de Antique